# Valeri Bîkovski
Valeri Fiodorovici Bîkovski (în rusă Валерий Фёдорович Быковский; n. 2 august 1934, Pavlovski Posad, RSFS Rusă, URSS – d. 27 martie 2019, Leoniha⁠(d), Q55658373⁠(d), Moscova, Rusia) a fost un cosmonaut sovietic.

## Biografie
Valeri Bîkovski a fost fiul lui Fiodor Fiodorovici Bîkovski și al Klavdiei Ivanova. La vârsta de 14 ani, Valeri vrea să se înscrie la o școală navală, dar tatăl său, care nu este în favoarea ideii, îl încurajează să rămână la școala pe care o urma. Câteva zile mai târziu, Valeri asistă la o conferință a clubului Forțelor Aeriene Sovietice, care îl incită să-și urmeze  visul de a deveni pilot.
Ca urmare a acestei conferințe, Valeri a început, la vârsta de 16 ani, cursuri de teoria zborului la aeroclubul din Moscova, iar, la 18 ani, și-a obținut diploma de aeronautică și s-a înscris la Academia de Aviație Militară de la Kacea, în apropiere de Sevastopol, în Crimeea.   
Bîkovski a primit diploma Academiei la 21 de ani și a primit gradul de locotenent. La 25 de ani, era pilot de vânătoare, apoi pilot și instructor de parașutism, acumulând peste 72 de sărituri în momentul în care a fost selecționat pentru a începe un antrenament de cosmonaut. A început formarea de cosmonaut la Academia de Ingineri ai Armatei Aerului Jukovski, la 26 de ani.
Cel mai cunoscut zbor al lui Valeri Bîkovski a avut loc în 1963 la bordul navei cosmice Vostok 5, când a avut o cvasiîntâlnire spațială cu prima femeie cosmonaut, Valentina Tereșkova. În timp ce era pe orbită, Valeri Bîkovski a fost primit în PCUS.
|                                                             |
| Valeri Bîkovski și Valentina Tereșkova cu copii, prin 1963. |

|                                                                    |
| Valeri Bîkovski și Sigmund Jähn, primul german în spațiu, în 1978. |

## Zboruri realizate
- 14 iunie 1963: a plecat în spațiul cosmic la bordul navei cosmice Vostok 5, el  a realizat un zbor în grup cu nava Vostok 6, și a bătut recordul de durată de zbor cu aproape 5 zile. Până astăzi (2014), acesta este cel mai lung zbor spațial realizat solitar. A revenit pe Pământ la 19 iunie 1963
- 15 septembrie 1976 : este comandant al zborului navei cosmice Soyuz 22 / Soiuz 22. A aterizat la data de 23 septembrie 1976.
- 26 august 1978: plecat în zbor, la bordul navei Soyuz 31, el a stat mai mult de 7 zile la bordul stației Saliut 6, în calitate de membru al expediției Saliout 6 EP-4 și a revenit pe Pământ la 3 septembrie 1978, la bordul navei Soyuz 29 / Soiuz 29.

## Premii și distincții
- Ordinul Crucea Grunwald
- Erou al Uniunii Sovietice